# شهرک چم کوکو
شهرک چم کوکو، روستایی از توابع بخش مرکزی شهرستان خنج در استان فارس ایران است و در سال ۱۳۷۹ توسط عشایر قشقایی بنیان گذارده شد. 

## جمعیت
این روستا در دهستان سیف‌آباد قرار دارد و بر اساس سرشماری مرکز آمار ایران در سال ۱۳۸۵، جمعیت آن ۲۷۵ نفر (۵۷ خانوار) بوده‌است.